# Epinephelus summana
Epinephelus summana là một loài cá biển thuộc chi Epinephelus trong họ Cá mú. Loài này được mô tả lần đầu tiên vào năm 1775.

## Từ nguyên
Từ định danh được Latinh hóa từ Sum-mân, tên thường gọi trong tiếng Ả Rập của loài cá mú này dọc theo Biển Đỏ.

## Phân bố và môi trường sống
E. summana có phân bố giới hạn ở Tây Bắc Ấn Độ Dương, từ Biển Đỏ xuống vịnh Aden và đảo Socotra ở phía nam.
E. summana sống gần các rạn san hô và trong đầm phá, cũng được tìm thấy ở môi trường nước lợ, độ sâu đến ít nhất là 30 m.

## Mô tả
Chiều dài cơ thể lớn nhất được ghi nhận ở E. summana là 52 cm. Loài này có màu nâu lục sẫm đến xám nâu, có các mảng trắng nhạt lớn (hơn mắt) với nhiều đốm trắng trên đó. Vệt đen ở hàm trên. Vây được phủ nhiều đốm trắng, ngoại trừ vây ngực chỉ tập trung ở gốc, các đốm nâu sẫm có khi xuất hiện ở gốc vây lưng và nửa trên của cuống đuôi. Cá con xám sẫm với các đốm trắng viền đen đủ mọi kích cỡ trên khắp cơ thể và vây, cá bột (<4 cm) có thêm các vệt đen trên vây ngực.
Số gai ở vây lưng: 11; Số tia vây ở vây lưng: 14–16; Số gai ở vây hậu môn: 3; Số tia vây ở vây hậu môn: 8–9; Số tia vây ở vây ngực: 16–18; Số vảy đường bên: 49–54.

## Sinh thái
Đây là loài lưỡng tính tiền nữ (protogynous hermaphrodite), nghĩa là tất cả cá đực trưởng thành đều phải trải qua giai đoạn trung gian là cá cái. Mùa sinh sản chính của E. summana là từ tháng 4 đến tháng 5 ở ngoài khơi Jeddah.
Tuổi thọ lớn nhất được báo cáo ở E. summana là 10 năm.

## Sử dụng
E. summana chủ yếu được đánh bắt trong nghề cá quy mô nhỏ như đã quan sát ở Sudan và Ai Cập. Ở Jeddah, hàm lượng asen được ghi nhận là cao ở loài này.